# Kalauz (hetilap, 1922–1923)
Kalauz – politikai hetilap 1922–23-ban Marosvásárhelyen. Szerkesztője, kiadója és az I. évfolyam összesen 21 számának jóformán egyetlen cikkírója: Osvát Kálmán. Rajta kívül akkor még csak Molter Károly (m. k. szignóval) publikált ebben a nagy újságformátumú, de egyetlen oldalon nyomtatott, színvonalas, radikális hangú lapban. Osvát bevallott célja: a változott történelmi és társadalmi helyzettel szembesíteni, megismertetni, az új feladatokra mozgósítani az erdélyi magyarságot. Itt kezdte meg például Osvát Nagy-Románia fölfedezése c. riportsorozatát.
A II. évfolyam 1923 januárjában indult, folyóirat-formátumban, de mindössze három szám látott nyomdafestéket. Ekkor hangsúlyozottabban irodalmi jellegűvé vált, munkatársi gárdája kiszélesült. Verset, prózát, esszét publikált benne többek közt Antalffy Endre, Berde Mária, Dékáni Kálmán, Imre Sándor, Kádár Imre, Ligeti Ernő, Molter Károly, Nagy Emma, Olosz Lajos, Silbermann Jenő, Tompa László; a lap közölte Erdélyi József, Lányi Sarolta írásait.